# Tonyà
Tonyà és una entitat de població a la part est del municipi alt-empordanès de Garrigàs. Al Segle XIX va arribar a 162 habitants, però al cens del 2006 s'hi comptabilitzaven només 38 habitants.
Va formar part de la batllia reial de Siurana, dins del Comtat d'Empúries. Com a ens local, en acabar l'antic règim senyorial, va ser incorporat al municipi de Garrigàs el 1846, juntament amb Arenys d'Empordà, Ermedàs i Vilajoan.
Hi destaca l'Església de Santa Llúcia, pertanyent a la parròquia de Santa Coloma de Siurana d'Empordà.
Com a curiositat, hi ha encara les restes de l'antic baixador de ferrocarril, que va estar en servei fins a mitjans del Segle XX.